# Živanice
Živanice település Csehországban, a Pardubicei járásban. Živanice Neratov, Černá u Bohdanče, Lázně Bohdaneč, Pardubice, Přelouč és Přelovice településekkel határos. Lakosainak száma 1013 fő (2024. január 1.).

## Népesség
A település lakosságának változását az alábbi diagram mutatja:
| Lakosok száma | 1029 | 1038 | 969  | 830  | 872  | 828  | 1005 | 1000 | 976  | 1013 |
|               | 1869 | 1890 | 1921 | 1950 | 1980 | 2001 | 2017 | 2019 | 2022 | 2024 |